# Asteromyrtus brassii
Asteromyrtus brassii là một loài thực vật có hoa trong Họ Đào kim nương. Loài này được (Byrnes) Craven mô tả khoa học đầu tiên năm 1988.